# 2008年の日本公開映画/10月
- 4日
  - 宮廷画家ゴヤは見た（ スペイン・ アメリカ合衆国）
  - 初恋の想い出（ 中国）
  - 宿命（ 韓国）
  - 東京残酷警察（ 日本）
  - 容疑者Xの献身（ 日本）
  - 三本木農業高校、馬術部 〜盲目の馬と少女の実話〜（ 日本）
  - 僕らの方程式（ 日本）
  - 那須少年記（ 日本）
  - 二重心臓（ 日本）
  - 劇場版 さらば仮面ライダー電王 ファイナル・カウントダウン（ 日本）
  - 真救世主伝説 北斗の拳 ZERO ケンシロウ伝（ 日本/アニメ）
  - フツーの仕事がしたい（ 日本/ドキュメンタリー）
  - マシュー・バーニー:拘束ナシ（ アメリカ合衆国/ドキュメンタリー）
- 11日
  - ゲット スマート（ アメリカ合衆国）
  - 私がクマにキレた理由（ アメリカ合衆国）
  - 僕らのミライへ逆回転（ アメリカ合衆国）
  - ゾンビ・ストリッパーズ（ アメリカ合衆国）
  - その土曜日、7時58分（ アメリカ合衆国・ イギリス）
  - アメリカン・ティーン（ アメリカ合衆国/ドキュメンタリー）
  - 悪魔のリズム（ イギリス・ スペイン）
  - ワイルド・バレット（ ドイツ・ アメリカ合衆国）
  - フレフレ少女（ 日本）
  - しあわせのかおり（ 日本）
  - Genius Party Beyond（ 日本/アニメ）
  - トリコン!!! リターンズ（ 日本）
  - +1 vol.2（ 日本）
  - キング・オブ・トーキョー・オ・フィウミ（ 日本/ドキュメンタリー）
- 18日
  - P.S. アイラヴユー（ アメリカ合衆国）
  - イーグル・アイ（ アメリカ合衆国）
  - ボーダータウン 報道されない殺人者（ アメリカ合衆国）
  - ピアノチューナー・オブ・アースクエイク（ イギリス・ ドイツ・ フランス）
  - マルタのやさしい刺繍（ スイス）
  - シネマ歌舞伎人情噺文七元結（ 日本）
  - 真木栗ノ穴（ 日本）
  - 夢のまにまに（ 日本）
  - バイオハザード:ディジェネレーション（ 日本/アニメ）
- 25日
  - リダクテッド 真実の価値（ アメリカ合衆国）
  - センター・オブ・ジ・アース（ アメリカ合衆国）
  - ハロウィン（ アメリカ合衆国）
  - ブロードウェイ♪ブロードウェイ コーラスラインにかける夢（ アメリカ合衆国/ドキュメンタリー）
  - ブーリン家の姉妹（ イギリス）
  - 僕は君のために蝶になる（ 香港）
  - ICHI（ 日本）
  - ホームレス中学生（ 日本）
  - 釣りバカ日誌19 ようこそ!鈴木建設御一行様（ 日本）
  - ボディ・ジャック（ 日本）
  - ブリュレ（ 日本）
  - カフェ代官山II ?夢の続き?（ 日本）
  - ヒトリマケ（ 日本）
  - ロック誕生 The Movement 70'S（ 日本/ドキュメンタリー）